# Moscow (Pensilvania)
Moscow es un borough ubicado en el condado de Lackawanna en el estado estadounidense de Pensilvania. En el año 2000 tenía una población de 1,883 habitantes y una densidad poblacional de 264 personas por km².

## Geografía
Moscow se encuentra ubicado en las coordenadas 41°20′21″N 75°31′45″O / 41.33917, -75.52917.

## Demografía
Según la Oficina del Censo en 2000 los ingresos medios por hogar en la localidad eran de $51,615 y los ingresos medios por familia eran $59,545. Los hombres tenían unos ingresos medios de $45,625 frente a los $26,012 para las mujeres. La renta per cápita para la localidad era de $21,725. Alrededor del 6.9% de la población estaba por debajo del umbral de pobreza.